# ویلیام گادوین

ویلیام گادوین.

ویلیام گادوین (William Godwin) نویسنده و فیلسوف آنارشیست بریتانیایی است. وی به نوعی از آنارشیسم شبکه‌ای همکار یا همان سندیکایی اعتقاد داشت؛ به این معنا که جامعه از گروه‌های همکار متعدد و نه با نظارت مرکزی تشکیل یابد. کتاب قضاوت سیاسی از اوست.
جمله «دولت تنها زنان و مردان بیکاره پرورش می‌دهد» از وی می‌باشد.
او در سال ۱۷۹۶ با مری ولستون‌کرافت نویسنده فمینیست رابطه عاشقانه‌ای داشت که به ازدواج آنها و تولد دخترشان انجامید اما مری ۱۱ روز بعد از زایمان درگذشت.
 گادوین کتابی دربارهٔ زندگی مری ولستون کرفت نوشته‌است.